# Aldona Michalak
Aldona Michalak (ur. 2 listopada 1955 w Gostyninie) – polska polityk, ekonomistka, posłanka na Sejm IV kadencji.

## Życiorys
W 1980 ukończyła studia na Wydziale Rolnym Szkoły Głównej Gospodarstwa Wiejskiego, w 1986 studia z zakresu nauk politycznych w Moskiewskiej Wyższej Szkole Partyjnej, a w 1999 – studia podyplomowe z zarządzania bankowością w Szkole Głównej Handlowej. Została także absolwentką studiów z zakresu kredytowania podmiotów gospodarczych w Międzynarodowej Szkole Bankowości i Finansów w Katowicach. Do 1988 była zatrudniona jako instruktor w Komitecie Wojewódzkim partii oraz w zarządzie wojewódzkim ZSMP. W latach 90. pracowała w windykacji wierzytelności w Banku Handlowym w Warszawie oraz jako specjalista ds. małych przedsiębiorstw w centrali PKO BP. W latach 1998–2000 zasiadała w komisji rewizyjnej Robotniczej Spółdzielni Mieszkaniowej „Praga”, pełniąc funkcję przewodniczącej tego organu.
Od 1974 do rozwiązania należała do Polskiej Zjednoczonej Partii Robotniczej. Od 1998 do 2001 była radną gminy Warszawa-Targówek. Sprawowała mandat posła na Sejm IV kadencji z okręgu płockiego, wybranego z listy Sojuszu Lewicy Demokratycznej. Pracowała w Komisji Finansów Publicznych oraz w Komisji Gospodarki. Pełniła także funkcje przewodniczącej dwóch podkomisji nadzwyczajnych. Była pomysłodawczynią tzw. ustawy o walce z lichwą.
W 2005 przeszła do Samoobrony RP, z ramienia której w wyborach do Sejmu tym samym roku bezskutecznie ubiegała się o reelekcję z okręgu gliwickiego (otrzymała 2061 głosów). Doradzała później Andrzejowi Lepperowi w trakcie pełnienia przez niego funkcji wicepremiera. W 2007 wystąpiła z Samoobrony RP i wycofała się z działalności politycznej.
W listopadzie 2006 została doradcą p.o. prezesa PKO BP Sławomira Skrzypka. Od lipca 2007 do maja 2008 sprawowała funkcję wiceprezesa tego banku. Następnie została zastępczynią dyrektora departamentu organizacji i zarządzania w Banku Ochrony Środowiska i przewodniczącą rady Fundacji BOŚ.
Objęła funkcję przewodniczącej Ligi Kobiet Polskich.